# Pseudodiploexochus zairensis
Pseudodiploexochus zairensis är en kräftdjursart som beskrevs av Franco Ferrara och Stefano Taiti1990. Pseudodiploexochus zairensis ingår i släktet Pseudodiploexochus och familjen Armadillidae. Inga underarter finns listade i Catalogue of Life.